# Olaf Van Cleef
Pour les articles homonymes, voir Van Cleef.
Olaf Van Cleef (en hindi : ओलाफ वन क्लीफ) né le 11 décembre 1950 à Paris et mort le 7 novembre 2018 à Pondichéry,, est un voyageur, auteur, et artiste-peintre collagiste néerlandais.
Il est essentiellement connu dans le sous-continent indien pour illustrer des scènes des épopées du Mahabharata et du Ramayana. Non apparenté à la famille fondatrice de la maison de joaillerie Van Cleef & Arpels, il fut chez Cartier, vendeur en joaillerie pendant trente-trois ans.

## Biographie
Néerlandais, Olaf Van Cleef a longtemps résidé à Paris puis à Pondichéry. Il a commencé à peindre dès son plus jeune âge, avec Annette Norgeu, la seconde épouse de son père. Dans les années 1990, il travaille sur le pointillisme, le tachisme et l'art informel. Ses œuvres reflètent l'amour de son auteur pour l'Inde en général et pour Calcutta en particulier (depuis 1989, il réside tous les ans à l'hôtel Taj Bengal de Calcutta).
À partir de 2002, il crée essentiellement des compositions précieuses avec des collages de papiers métalliques de différentes couleurs et des cristaux de Swarovski,. Souvent inspiré par le peintre Ravi Varmâ, ses sujets sont des dessins d'inspiration indienne qui sont aquarellés et surlignés à l'encre de Chine. Ces peintures sont de couleurs pastel et une grande attention est donnée aux détails. Les thèmes de la plupart de ces tableaux sont des dieux et déesses hindous ainsi que des scènes de la mythologie hindoue.
En 2012, il met son atelier « Van Cleef Hall » à Pondichéry, à la disposition d'artistes d'ici et d'ailleurs dans un but non lucratif.
À la suite d'un voyage au Bhoutan en février 2014, il oriente son travail sur le bouddhisme bhoutanais et a préparé pendant deux ans une exposition pour le musée de l'Académie royale du textile à Thimphu. L'exposition est inaugurée le 13 septembre 2015 par Sangay Choden Wangchuck,.
En 2016, il décide de soutenir financièrement une école d'art pour enfants (Vast : Visual Artists Studio) dans la ville de Trashiyangtse au Bhoutan
À la demande de la Rajah Ravi Varmâ Foundation Heritage (Bangalore, Inde), il embellit et enrichit d'éléments Swarovski quatre rééditions de gravures du peintre Ravi Varmâ dans le but de « crystaliser pour l'éternité » quatre œuvres maîtresses de l'artiste décédé en 1906,.
Le 3 septembre 2016 à Chennai, il expose une collection de couvertures de téléphones portables, embellies d'éléments en cristal Swarovski appelées « Be Cleef in Yourself » en association avec l'hôtel Taj Coromandel, Swarovski India et la Galerie Artworld India.

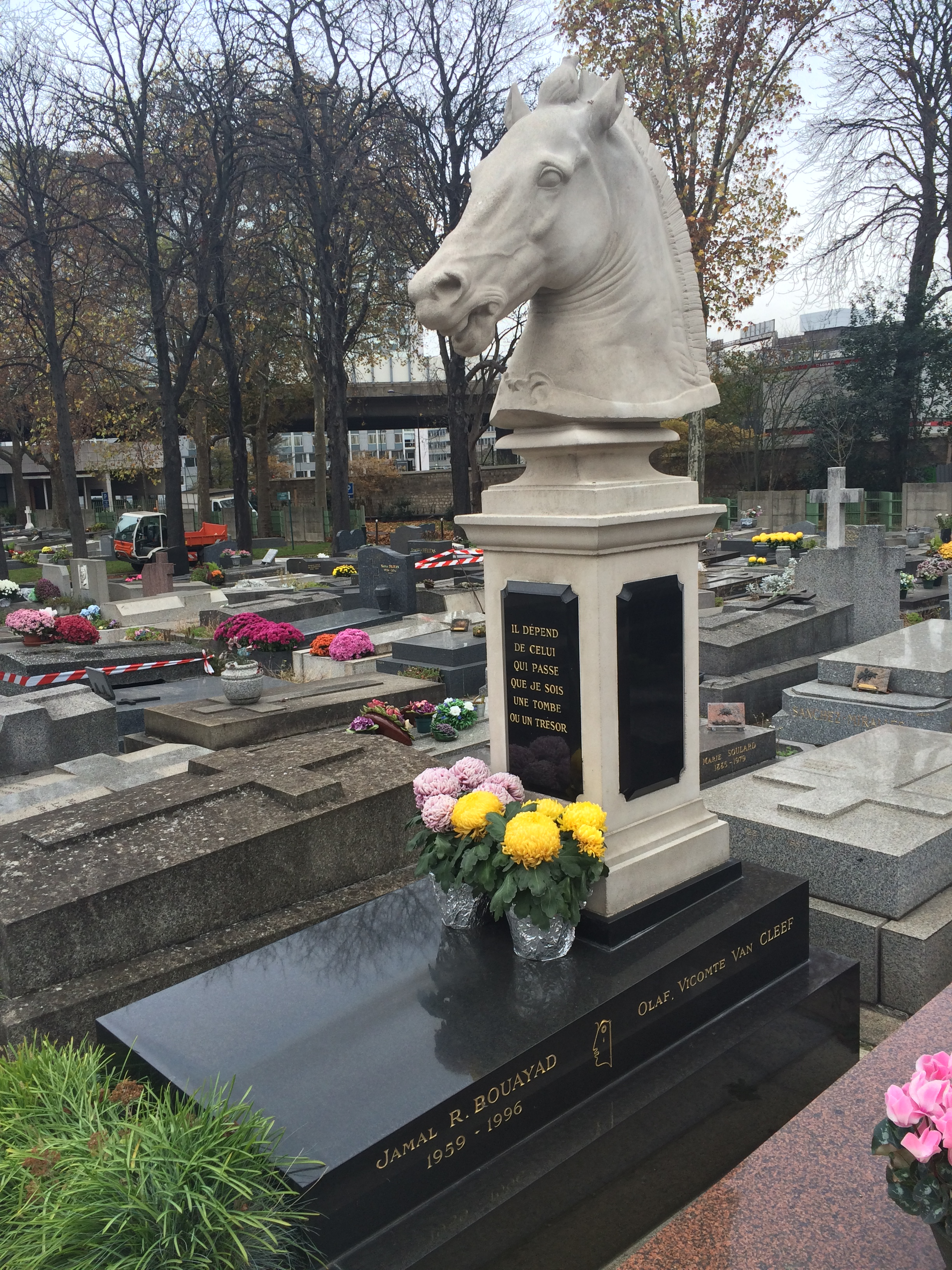
Tombe d'Olaf Van Cleef au cimetière des Batignolles (division 32).

Durant le puja de Jagaddhatri (en) de Chandernagor en novembre 2017 au Bengale-Occidental en Inde, il crēe un temple ēphemère pandal avec huit peintures représentant Ganesh, Parvati, Krishna, Vishnou, Râdhâ, Shiva, Kali et Kâma. Le temple recevra 4 300 pèlerins durant les 27, 28 et 29 novembre 2017.
Décorateur chez Mercier Frères Décoration puis conseiller de vente,, dans une société française de haute joaillerie, Cartier SA pendant 33 ans, c'est un connaisseur de l'Inde. Il a publié un essai intitulé De Darjeeling à Pondichéry.
Olaf Van Cleef est inhumé à Paris dans le cimetière des Batignolles (32e division). Sa sépulture est surmontée d'une impressionnante tête de cheval et d'une épitaphe de Paul Valéry.

## Publications
- De Darjeeling à Pondichéry, ou, L'Art de la séduction, Paris, Le Sémaphore, 1998 (lire ligne)  (ISBN 978-2-912283-07-8)
- (en)  White and Black: A Journey to the Centre of Calcutta - Textes de Soumita Das[31], photographies de Chrytopher Taylor[32] et préface d'Olaf Van Cleef - (Calcutta, Niyogi Books, 2009)  (ISBN 978-81-89738-37-2)[33]
- (en) Notes of the nights, Auroville, Prisma, 2012

## Expositions
- 2005 - Sarala Art Gallery[34],[35],[36] Chennai, Tamil Nadu, Inde
- 2006 - Exhibition-Hall of Sri Aurobindo Ashram[37] Pondichéry
- 2006 - Aurelec Art Gallery[38], Auroville, Inde
- 2007 - Galerie La Mere[39],[40],[41], Calcutta
- 2007 - Diamond Week Puduchery (Pondichéry)
- 2007 - Diamond Diwalli - Brunton Boatyard[42],[43] Kochi, Kerala, Inde
- 2008 - Sarala Art Gallery[44],[45], Chennai
- 2008 - Exhibition Hall of Sri Aurobindo Ashram[46],[47],[48], Pondichéry
- 2008 - Sparkling Stories - Aurelec Art Gallery, Auroville, Inde
- 2008 - Concern India Foundation Art Bazaar[49],[50],[51] at Coomarswamy Hall, Prince of Wales Museum, Fort, Bombay
- 2009 - Calcutta Forever[52],[53],[54],[55],[56] - Taj Bengal - Calcutta
- 2009 - Diamonds are my best friends[57] - Intach Heritage Centre[58], Pondichéry
- 2009 - Bejewelled Mosaic[59],[60] - Cymroza Art Gallery, Bombay
- 2010 - Glitter Arty[61] - Sarala Art Gallery, Chennai
- 2010 - Colours of Life - Cancer Patients Aid Association (Groupe)[62] en association avec Cymroza Art Gallery Mumbai
- 2012 - Gods and Godess of India - en association avec Artworldindia[63] et Apparao Galleries[64].
- 2013 - White & Black[65],[66] - Van Cleef Hall, Pondichéry
- 2013 - Olaf Van Cleef at Alliance française[67] - Pondichéry
- 2014 - India art and diamonds - Taj Bengal, Calcutta[68].
- 2014 - Deities in diamond Dreams - Amethyst en association avec Artworld India[69],[70],[71],[72]
- 2014 - Heavenly pieces, Galery G and Taj Westend Bangalore[73]
- 2015 - Paintings of Olaf Van Cleef, musée national du Bhoutan, Thimphou.
- 2016 - Paintings of Olaf Van Cleef, Vast Trashiyangtse Bhoutan[74]
- 2016 - Heavenly body, Gallery G et The Raja Ravi Varma Foundation Bangalore[75],[76],[77],[78]
- 2016 - Crystal Dreams et Be Cleef in Yourself Artworld India en association avec Swarovski India, Chennai[79],[80].
- 2017 - Pandal durant le puja de Jagaddhatri (en) dans le French Institut de Chandernagor
- 2017 - Paintings of Olaf van Cleef Galerie Range et Taj Bengal Calcutta[81]
- 2017 -Crystal Dreams DakshinaChitra (en) Museum . Chennai [82]
- 2018 -‘’Birds,butterflies and flowers of Assam’’ Srimanta Sankardev Kalakshetra (en) Museum.Guwahati-Inde exposition inaugurée par Ranjit Shekhar Mooshahary (en) Governors of Megahlaya[83]

## Collections
- Sa Majesté Jigme Khesar Wangchuck
- Sa Majestè Jigme Singye Wangchuck
- Sa Majesté la Reine Mère Tshering Yangdon
- Sa Majesté la Reine Mère Sangay Choden
- Reliance IndustriesTechnology Ventures Ltd Collection [84]

## Musées
- Royal Textile Academy Museum Musée du textile du Bhoutan - Thimphou (Bhoutan).
- Ahuja Art Museum, Calcutta (Bengale-Occidental, Inde)
- DakshinaChitra (en) Museum de Chennai (Inde)